# Leeteuk
Park Jung-soo (en hangul, 박정수; en hanja, 朴正洙; Seúl, 1 de julio de 1983), más conocido por su nombre artístico Leeteuk (en hangul, 이특), es un cantante, compositor y actor surcoreano. Es conocido por ser el líder e integrante de la banda surcoreana Super Junior, además de las subunidades Super Junior-T y Super Junior-Happy.

## Biografía

### Predebut
Cuando Leeteuk y su hermana mayor, Park In-young, viajaron a Myeongdong para sus vacaciones el año 2000, fue recomendado por un cazatalentos para audicionar para SM Entertainment en Starlight Casting System. Después de varias grabaciones y presentaciones, firmó con SM Entertainment y se volvió un entrenador. Ese mismo año apareció como un extra en MBC drama coreano All About Eve, y brevemente como modelo para Pepsi el 2002. En el 2003, fue puesto en una banda masculina de cinco miembros llamada Smile, con su futuro compañero Donghae para ser rival de un grupo llamado TVXQ. El proyecto fue dejado y luego los pusieron en un grupo de sistema rotativo llamado Super Junior junto con otros diez chicos. Siendo mayor que los otros, Leeteuk se convirtió en el líder del grupo.
Leeteuk explicó que usa un nombre artístico debido a su deseo de tener un nombre con los mismos efectos que tuvo Kangta, y para evitar la confusión con la actriz veterana, Park Jeong-su. Su nombre artístico significa "especial" ya que su agencia quiere que sea el miembro especial del grupo. Leeteuk también se volvió conocido como el "líder especial" (특별한리더) del grupo, también teniendo una dulce voz como tenor del grupo. Más tarde se le conoció como "ángel" (천사) o "ángel sin alas". Él dijo en un programa de variedad que nació en un día de lluvia torrencial y se creía que Dios lloraba porque envió un ángel al mundo, o que un ángel caído había descendido a la tierra.

### 2005-2006: Debut con Super Junior
Leeteuk debutó oficialmente como parte de un grupo proyecto de 12 miembros llamado Super Junior 05 el 6 de noviembre de 2005 en el programa Inkigayo de SBS, con su primer sencillo, Twins (Knock Out). El álbum debut SuperJunior05 (Twins) fue lanzado un mes después el 5 de diciembre de 2005 y debutó en el #3 del ranking mensual MIAK.
En marzo de 2006, SM Entertainment comenzó a reclutar nuevos miembros para la próxima generación de Super Junior. Pero, debido a las objeciones de los fanes y la fuerte oposición del sistema rotativo (popular en la industria de Japón) los planes cambiaron y la compañía declaró que no habría cambios. Después de la adición de un 13.º miembro, Kyuhyun, el grupo dejó el sufijo "05" y se volvió oficialmente Super Junior. El primer sencillo U fue lanzado el 7 de junio de 2006 y se convirtió en su canción más exitosa hasta el éxito de "Sorry, Sorry" en marzo de 2009.

### 2007-2008: Subgrupos y DJ
En febrero de 2007, Leeteuk fue colocado en una subunidad de trot, Super Junior-T y un año después se volvió un miembro de la subunidad Super Junior-Happy. Leeteuk se volvió compañero de Eunhyuk para animar como DJs la radio de KBS SUKIRA Kiss The Radio desde el 2006. Con la excepción de cuatro meses desde marzo a junio de 2011, fue compañero de Yesung quien remplazó a Eunhyuk, mientras él se encontraba en Taiwán para promociona el miniálbum chino Perfection.

### 2009-2011: Programas de variedad y rol de animador (MC)

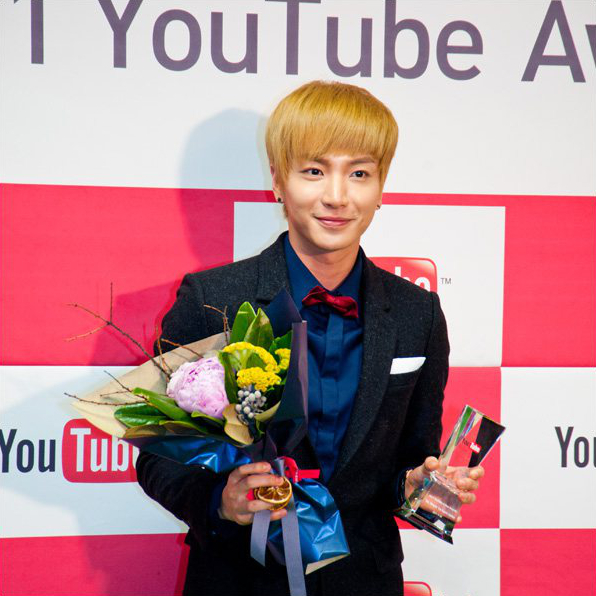
Leeteuk recibiendo el premio de YouTube por video más visto de 2011

Desde el 2009, Leeteuk, junto con Eunhyuk y Shindong, se convirtieron en miembros regulares del programa Strong Heart del canal SBS, en donde tuvieron un segmento especial, Boom Academy, junto al entretenedor Boom. En octubre de 2009, cuando Boom se enlistó al servicio militar obligatorio, Leeteuk se encargó del segmento y cambió el nombre temporalmente a Teukigayo/Teuk Academy. También era un miembro regular del programa Star King de SBS, con algunos compañeros de Super Junior.
En 2010, Leeteuk se convirtió en el animador de Enjoy Today de MBC, remplazando a Seungri de Big Bang, quien dejó el cargo para enfocarse en su grupo. Él cantó junto a Krystal de f(x) la canción "Grumbing" para el programa. Leeteuk también fue el MC del programa de MBC, Love Chaser junto con Yesung.
En 2011, tras la partida de Kang Ho Dong de la industria del entretenimiento, Leeteuk y Boom se hicieron cargo de animar el programa Star King. Desde septiembre hasta noviembre, Leeteuk se convirtió en padre para el programa Hello Baby junto al grupo femenino Sistar. Leeteuk también se convirtió en pareja con la actriz Kang Sora para el programa We Got Married de MBC. Continuó como miembro regular de Strong Heart y como animador de Star King hasta su partida al servicio militar en 2012.

### 2012-2013: Sexy, Free & Single, servicio militar y The Promise
En junio de 2012, Super Junior lanzó el sexto álbum estudio, Sexy, Free & Single el 4 de junio. El 23 de junio la foto concepto de Leeteuk fue lanzada mostrando su cabello plateado, collar de oro y maquillaje oscuro. El 25 de junio él mismo tuiteó otra versión de su foto concepto con el mismo traje pero diferente pose, apoyado en una mano con una mirada profunda. En la edición repackaged del álbum, 'SPY, Leeteuk compuso la canción "Only U" y co-escribió la letra de la canción con Donghae.
Durante el concierto SMTown Live World Tour III en Indonesia el 22 de septiembre, Leeteuk no pudo presentarse padeciendo agotamiento y enteritis, por lo que se disculpó al día siguiente a través de su Twitter.
Leeteuk dijo en septiembre de 2011 que tenía planes de entrar al servicio militar el 2012. El 30 de octubre de 2012 se reportó al batallón de reserva 306 del campo de entrenamiento de Uijeongbu en Gyeonggi Province, para entrenar por cinco semanas y luego cumplir con 21 meses de servicio activo. Inicialmente fue declarado "no apto" debido al accidente automovilístico del año 2007 y un problema en la columna vertebral, pero tras recibir tratamiento pudo enlistarse.
En enero de 2013, Leeteuk comenzó con una ronda de apariciones en el musical "The Promise", producido y llevado a cabo por el Ministerio de Defensa de Corea del Sur. Leeteuk tiene uno de los papeles principales como la "Señorita Kim" y recibió muchos halagos de la prensa y la crítica por la forma humorística y a la vez, las escenas desgarradoras, que pudo presentar a través de su papel. El musical trata sobre un pelotón surcoreano durante la Guerra de Corea y el elenco está por conformado por otras celebridades que se encuentran sirviendo en el servicio.

## Acontecimientos

### Accidente automovilístico de 2007
El 19 de abril de 2007, después de casi dos meses desde que Super Junior-T lanzó su primer sencillo Rokuko, Leeteuk tuvo serias heridas en un accidente de auto, junto con Shindong, Eunhyuk, Kyuhyun y dos mánagers, cuando regresaban del programa radial Super Junior Kiss the Radio. Cuando iban en la autopista, el neumático izquierdo reventó cuando el conductor hizo un rápido cambio de pista, chocando contra la baranda y volcándose sobre su lado derecho.
Mientras Shindong y Eunhyuk tuvieron heridas menores, Leeteuk y Kyuhyun tuvieron daños más serios requiriendo que ambos se hospitalizaran. Leeteuk tuvo fragmentos de vidrio enterrados sobre su ojo y en su espalda, teniendo que recibir más de 170 puntadas. Leeteuk pudo salir del hospital el 30 de abril de 2007.
Debido al accidente, Leeteuk no formó parte de la producción de Super Junior en la pantalla grande, Attack on the Pin-Up Boys el 2007. Sin embargo, se reveló que al final de la película tomó un rol pequeño como la mascota, un Panda, que había sido llevado a cabo por Ryeowook el resto del film.

### Reclutamiento
Durante el mes de octubre de 2012, Leeteuk anunció que se enlistaría pero debido a que una gran cantidad de hombres se estaban reclutando, tuvo que esperar hasta el 30 de octubre. Posteriormente se anunció que habría un fanmeeting de celebración del 7.º aniversario del grupo el 20 de octubre, adelantado en 16 días, para que Leeteuk pudiera participar y despedirse. El 30 de octubre de 2012 Leeteuk hizo ingreso al servicio militar obligatorio con una multitudinaria asistencia de fanes y prensa. Se reportó que unos 3000 fanes estaban ahí apoyándolo además de los miembros de Super Junior. Después de un tiempo fue nombrado embajador del Servicio Militar de Seúl

### Controversias
Leeteuk se ha visto envuelto en varias controversias desde su debut debido a su manera de hablar directa y abiertamente en televisión. Desde inicios de su carrera sus palabras han generado mal entendidos que han provocado comentarios negativos de la opinión pública. Algunos de estos ocurrieron cuando bromeó sobre la medallista olímpica surcoreana, Kim Yuna, habló del peso de Suzy de Miss A, y coqueteó vía Twitter con la ex Miss Corea del Sur, Kim Sora, entre otros. Tras tomar el micrófono durante un concierto en San Francisco, por pedido del canal MBC, y hablar junto con las animadoras oficiales, Taeyeon y Tiffany de Girls' Generation fue llamado "Perra de las cámaras" por los anti fanes. Asimismo, ha generado controversia por escribir abiertamente lo que piensa de los periodistas que escriben cosas falsas sobre él en Twitter.

## Discografía

### Contribuciones Banda sonora
| Fecha              | Canción | Título                     |
| ------------------ | ------- | -------------------------- |
| 3 de enero de 2012 | "Bravo" | History of a Salaryman OST |

## Letras y composición
| Canción            | Artista      |
| ------------------ | ------------ |
| "I am"             | Super Junior |
| "Andante" (안단테) | Super Junior |
| "Only U”           | Super Junior |
| "The Melody”       | Super Junior |
| "Super Duper"      | Super Junior |
| " No Drama"        | Super Junior |

## Filmografía

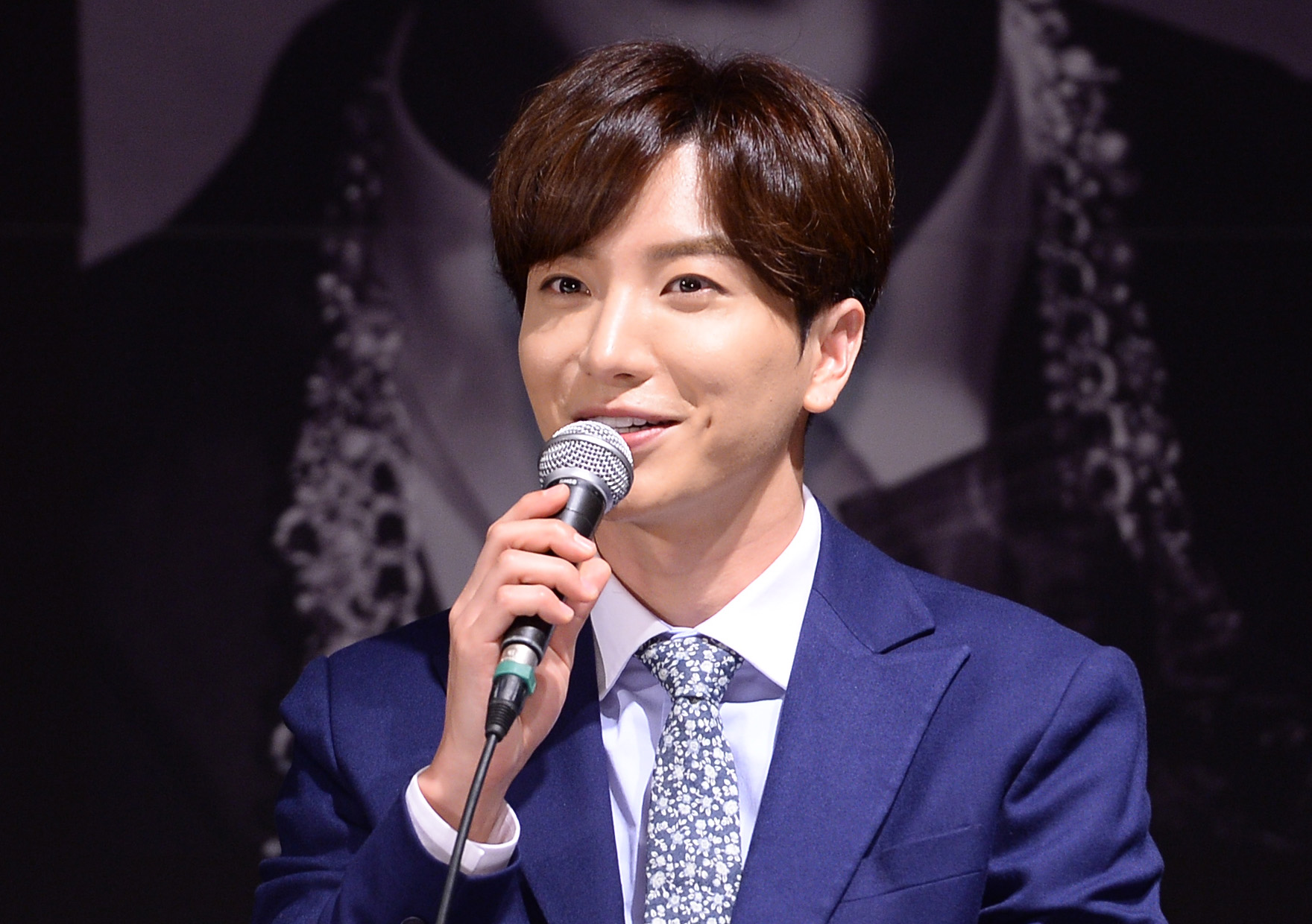
Leeteuk en julio del 2015.

### Películas
| Año  | Título                                                   | Rol                            |
| ---- | -------------------------------------------------------- | ------------------------------ |
| 2007 | Attack on the Pin-Up Boys                                | Panda de mascota (sin crédito) |
| 2010 | Super Show 3                                             | Él mismo                       |
| 2012 | Showcase de EXO                                          | MC                             |
| 2012 | I AM. - SM Town Live World Tour in Madison Square Garden | Él mismo                       |

### Series de televisión
| Año  | Título                          | Canal     | Notas                     | Ref.        |
| ---- | ------------------------------- | --------- | ------------------------- | ----------- |
| 2000 | All About Eve                   | MBC       |                           |             |
| 2006 | Rainbow Romance                 | MBC       |                           |             |
| 2006 | Super Junior Mini-Drama         | Mnet      |                           |             |
| 2008 | Super Junior Unbelievable Story | MBC       |                           |             |
| 2011 | Dream High                      | KBS       |                           |             |
| 2011 | The Women of Our Home           | KBS       |                           |             |
| 2018 | Secret Queen Makers             |           |                           |             |
| 2024 | DNA Lover                       | TV Chosun | Aparición especial, ep. 5 | [ 1 ] [ 2 ] |

### Programas de variedades
| Año             | Título                                | Canal                |
| --------------- | ------------------------------------- | -------------------- |
| 2005–08         | M! Countdown                          | Mnet                 |
| 2005–06         | Super Junior Show                     | Mnet                 |
| 2007–08         | Exploradores del cuerpo humano        | KBS                  |
| 2008            | Unbelievable Outing (Season 3)        | ComedyTV             |
| 2008            | Idol Show                             | MBC                  |
| 2009–10         | Challenge Golden Ladder               | KBS                  |
| 2009            | Challenge! Good Song                  | KBS                  |
| 2009–10         | Oh! Brothers                          | SBS                  |
| 2009–2012       | Strong Heart                          | KBS                  |
| 2010–11         | Enjoy Today                           | KBS                  |
| 2010–11         | Super Junior's Foresight              | KBS                  |
| 2011–2012       | Star King                             | SBS                  |
| 2012            | Hello Counselor (ep. #85)             | KBS2                 |
| 2015            | Running Man                           | SBS                  |
| 2015            | King of Mask Singer                   | SBS                  |
| 2016            | Law of the Jungle in Papua New Guinea | SBS                  |
| 2016, 2017      | Battle Trip                           | KBS2                 |
| 2015 - presente | I Can See Your Voice                  | Mnet (copresentador) |

### Reality shows
| Año       | Título                           | Canal |
| --------- | -------------------------------- | ----- |
| 2006      | Mystery 6                        | Mnet  |
| 2006      | Princess Diary                   | Mnet  |
| 2006      | Super Junior Full House          | SBS   |
| 2006      | Super Adonis Camp                | Mnet  |
| 2007–08   | Leeteuk's Love Fighter           |       |
| 2008      | Bachelor While on a Date         | Mnet  |
| 2008      | Introducing Star's Friend        | MBC   |
| 2009      | Miracle                          | KBS   |
| 2009      | Lord of the Rings                | MBC   |
| 2010      | Love Chaser                      | MBC   |
| 2011      | Hello Baby                       | KBS   |
| 2011–2012 | We Got Married:Tercera Temporada | MBC   |

### Shows de Radio
| Fecha                                       | Nombre                                 |
| ------------------------------------------- | -------------------------------------- |
| 21 de agosto de 2006–4 de diciembre de 2011 | Super Junior's Kiss the Radio (Sukira) |

## Premios y nominaciones
| Año  | Premio                                   | Categoría                               | Nominación               | Resultado |
| ---- | ---------------------------------------- | --------------------------------------- | ------------------------ | --------- |
| 2009 | SBS Entertainment Awards                 | Mejor novato (Variedad)                 | Star King y Strong Heart | Ganador   |
| 2011 | SBS Entertainment Awards                 | Premio Excelencia (División Talk Show)  | Strong Heart             | Ganador   |
| 2012 | Mnet 20's Choice Awards                  | 20′s Estrella de Variedad               | Él mismo                 | Nominado  |
| 2012 | MBC Entertainment Awards                 | Premio Popularidad                      | Él mismo                 | Ganador   |
| 2012 | SBS Entertainment Awards                 | Mejor Entretenedor (División Talk Show) | Él mismo                 | Ganador   |
| 2013 | 7th Daegu International Musical Festival | Mejor Novato                            | Él mismo                 | Ganador   |